# Metropolitana di Nagoya
La metropolitana comunale di Nagoya (名古屋市営地下鉄?, Nagoya Shiei Chikatetsu) è una rete metropolitana che serve la città di Nagoya nella prefettura di Aichi, in Giappone.
Come molte altre grandi città giapponesi, l'area metropolitana di Nagoya è dotata di un'estesa rete di ferrovie suburbane che con 47 linee può competere con quella di altre grandi città come New York e Londra. La metropolitana di Nagoya propriamente detta si estende per 93 km, ma includendo i servizi diretti sulle ferrovie suburbane si arriva a circa 150 km di percorso.
La rete è gestita dal Transportation Bureau City of Nagoya e consta di sei linee, con tariffe comprese fra ¥ 200 e ¥ 320. Approssimativamente il 90% del tracciato è in galleria.

## Linee

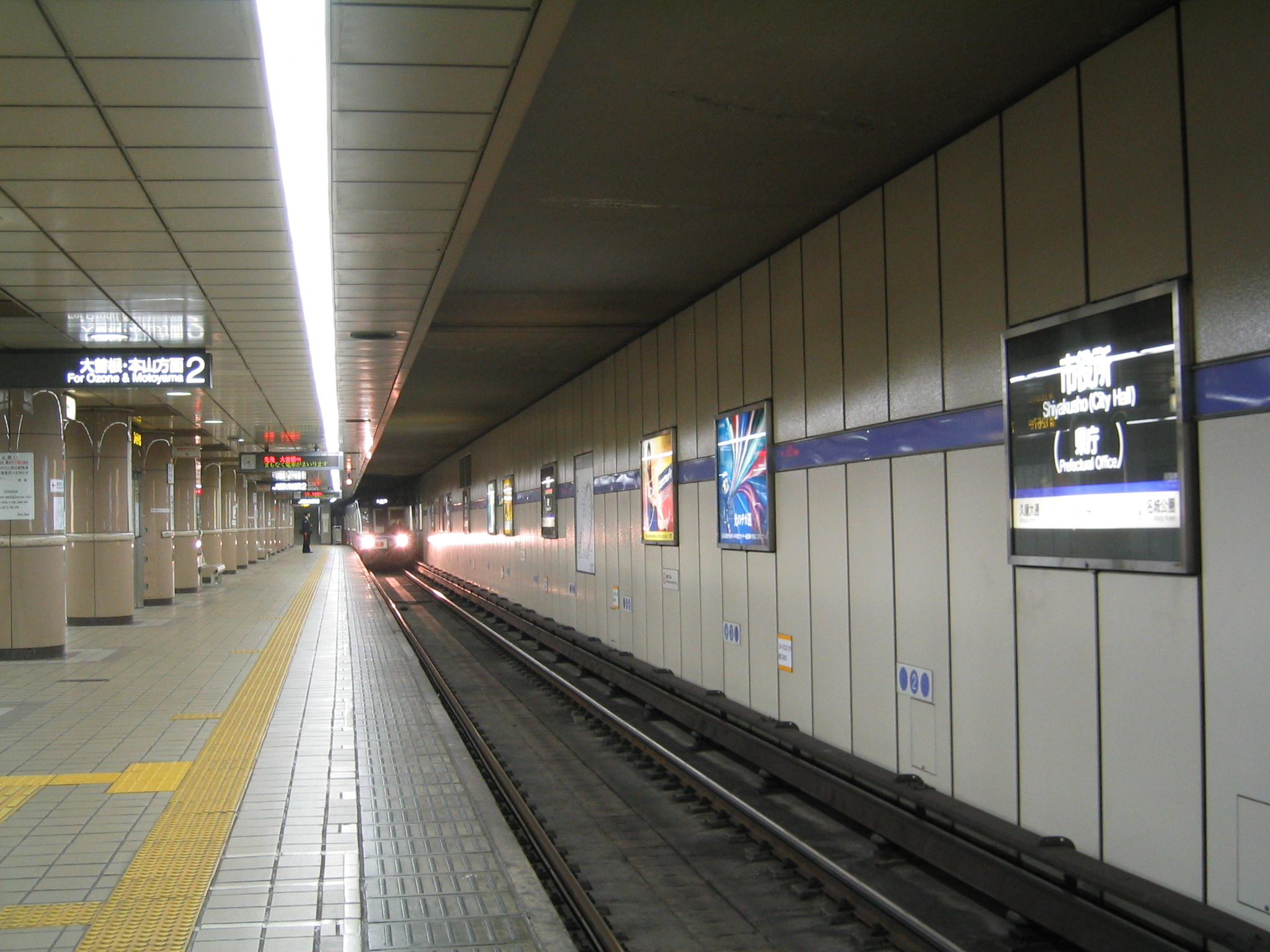
Banchina della stazione Shiyakusho-mae (Municipio) sulla Linea Meijo.

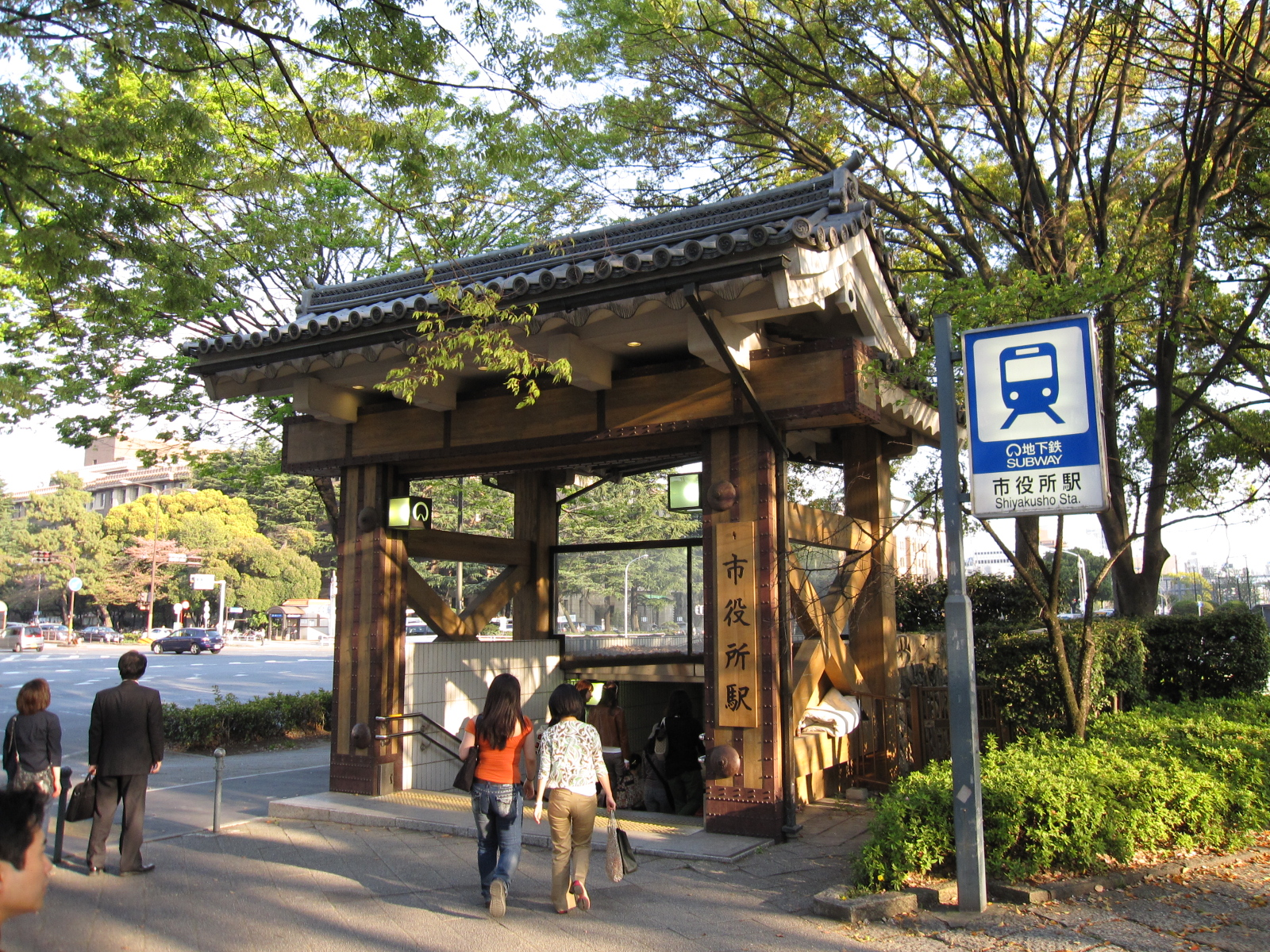
Entrata della stazione Shiyakusho-mae

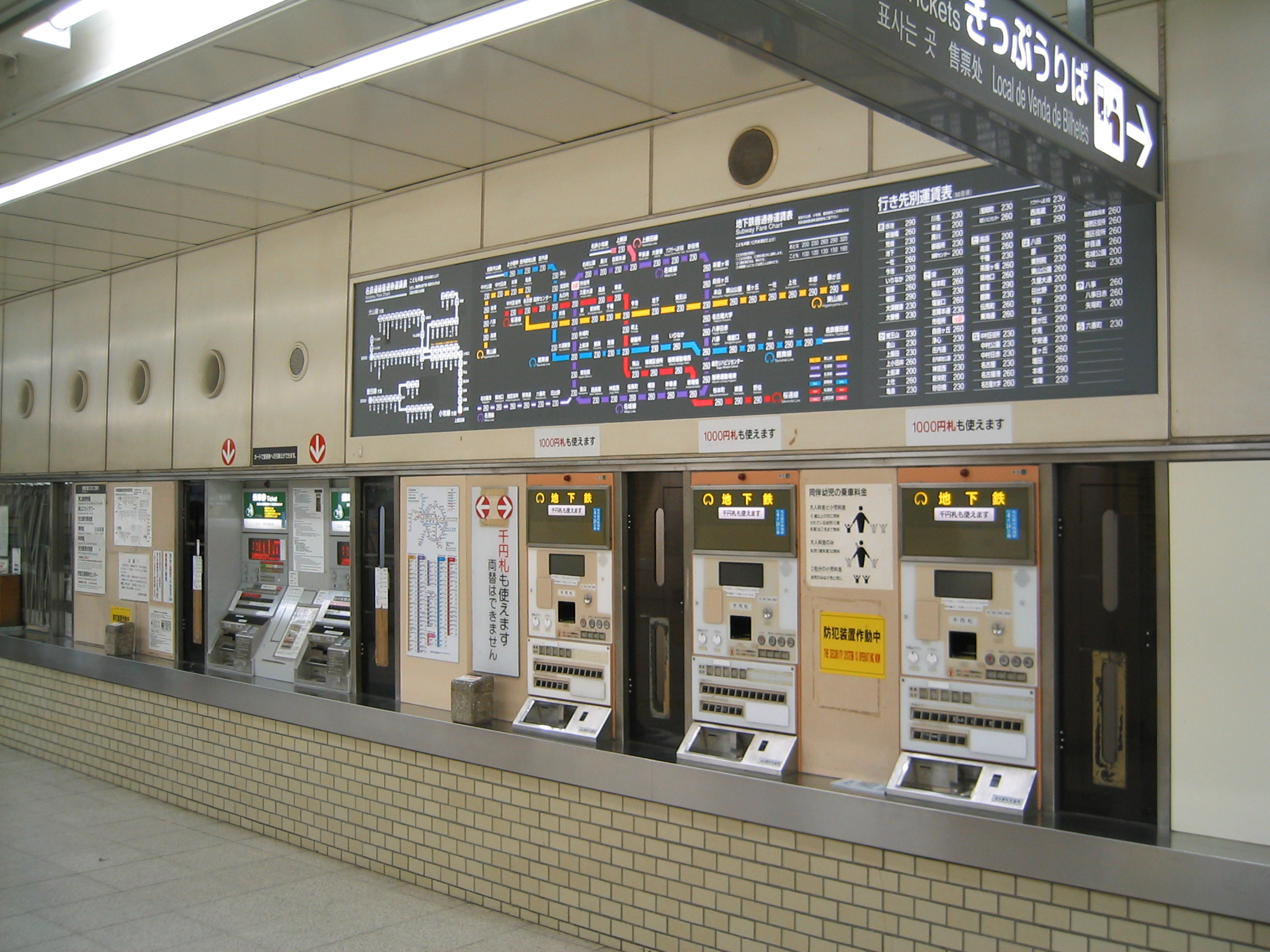
Distributori di biglietti

Al momento la rete dispone di sei linee, due delle quali operanti servizi diretti con le Ferrovie Meitetsu.
La Linea Meiko è una diramazione della Linea Meijo, e di conseguenza opera congiuntamente con quest'ultima.
| Colore e simbolo | Colore e simbolo | Nome                  | Nome                   | Lettera | Inaugurazione | Ultima estensione | Lunghezza | Stazioni |
| ---------------- | ---------------- | --------------------- | ---------------------- | ------- | ------------- | ----------------- | --------- | -------- |
| giallo           |                  | Linea 1               | Linea Higashiyama      | H       | 1957          | 1982              | 20.6 km   | 22       |
| viola            |                  | Linea 2               | Linea Meijō            | M       | 1965          | 1971              | 8.9 km    | 12       |
| viola            | Linea 4          | 1974                  | Linea Meijō            | M       | 2004          | 17.5 km           | 17        |          |
| viola            |                  | Linea 2               | Linea Meikō            | E       | 1971          | -                 | 6.0 km    | 7        |
|                  |                  | Linea 2               | Linea Meikō            | E       | 1971          | -                 | 6.0 km    | 7        |
|                  |                  | Linea 2               | Linea Meikō            | E       | 1971          | -                 | 6.0 km    | 7        |
| blu              |                  | Servizi diretti       | Linea Meitetsu Inuyama | -       | 1993          | -                 | 21.4 km   | 13       |
| blu              | Linea 3          | Linea Tsurumai        | T                      | 1977    | 1993          | 20.4 km           | 20        |          |
| blu              | Servizi diretti  | Linea Meitetsu Toyota | -                      | 1979    | -             | 15.2 km           | 8         |          |
| blu              | Servizi diretti  | Linea Meitetsu Mikawa | -                      | N/      | -             | 1.4 km            | 2         |          |
| rosso            |                  | Linea 6               | Linea Sakura-dōri      | S       | 1989          | 2011              | 19.1 km   | 21       |
| rosa             |                  | Servizi diretti       | Linea Meitetsu Komaki  | -       | 2003          | -                 | 18.3 km   | 13       |
| rosa             | 2003             | Servizi diretti       | Linea Meitetsu Komaki  | -       | -             | 2.3 km            | 2         |          |
| rosa             | Linea 7          | Linea Kamiiida        | K                      | 2003    | -             | 0.8 km            | 2         |          |

## Tariffe
La metropolitana di Nagoya ha tariffe incluse fra 200 yen e 320 yen per un singolo viaggio effettuato da un passeggero adulto, e variano in base alla distanza percorsa. Sono presenti anche alcuni biglietti scontati.